# Tomba allegorica di sir Isaac Newton
Monumento allegorico a Isac Newton è un dipinto di Giambattista Pittoni, Domenico e Giuseppe Valeriani, realizzato tra il 1720 e il 1729 per la serie dei Tombeaux des Princes commissionata da Owen McSwiny. È conservato nel Fittzwilliam Museum di Cambridge nel Regno Unito.